# The Brother from Another Planet
Pour plus de détails, voir Fiche technique et Distribution.
The Brother from Another Planet est un film américain réalisé par John Sayles et sorti en 1984.

## Synopsis
Le vaisseau spatial d'un extraterrestre, échappé de sa planète où il était réduit à l'esclavage, s'écrase dans l'Hudson à New York. Il se réfugie dans un bar du quartier de Harlem, parmi ses « frères » auxquels il ressemble physiquement. Ne pouvant parler, et perdu dans un monde dont il ignore tout, il se fait remarquer par ses talents de guérisseur et de réparateur.

## Fiche technique
- Titre : The Brother from Another Planet
- Réalisation : John Sayles
- Scénario : John Sayles
- Musique : Martin Brody et Mason Daring
- Photographie : Ernest R. Dickerson
- Montage : John Sayles
- Production : Peggy Rajski et Maggie Renzi
- Société de production : Anarchist's Convention Films, UCLA Film and Television Archive et A-Train Films
- Société de distribution : Cinecom Pictures (États-Unis)
- Pays de production :  États-Unis
- Genre : Comédie et science-fiction
- Durée : 108 minutes
- Date de sortie : 7 septembre 1984

## Distribution
- Joe Morton : Le « frère »
- Daryl Edwards : Fly, le client du bar qui joue à la borne d'arcade
- Steve James : Odell, le barman
- Leonard Jackson : Smokey, un client du bar
- Bill Cobbs : Walter, un client du bar
- Maggie Renzi : Noreen
- Tom Wright (en) : Sam
- Minnie Gentry : Mme Brown
- Ren Woods : Bernice, la femme qui héberge le « frère »
- Reggie Rock Bythewood : Rickey
- Alvin Alexis : Willis
- Caroline Aaron : Randy Sue Carter
- Rosetta LeNoire : Mama
- Michael Mantell : Mr Love, le patron de la salle d'arcade
- Jaime Tirelli : Hector, l'employé hispanique de la salle d'arcade
- Liane Curtis (en) : Ace, la joueuse de la salle d'arcade
- Fisher Stevens : L'homme qui fait le tour de cartes
- Dee Dee Bridgewater : Malverne Davis, la chanteuse
- Sidney Sheriff Jr : Virgil
- John Sayles : un homme en noir
- David Strathairn : un homme en noir